# Подстрелов, Дмитрий Александрович
Дмитрий Александрович Подстрелов (род. 6 сентября 1998, Могилёв) — белорусский футболист, полузащитник и нападающий клуба «Партизани». Выступал в национальной сборной Беларуси.

## Биография
Воспитанник клуба «Днепр» (Могилёв), тренер — Михаил Юркевич. С 2014 года начал выступать за дублирующий состав клуба. После вылета «Днепра» в первую лигу с 2015 года стал играть за основной состав клуба, за два сезона провёл 28 матчей и в 2016 году стал серебряным призёром турнира. Однако после возвращения «Днепра» в высшую лигу был снова переведён в дубль. Первый матч за клуб в высшей лиге сыграл 3 ноября 2017 года против «Славии», заменив на 82-й минуте Александра Павлова. Со второго круга сезона-2018 стал регулярно играть за основу и в последнем туре сезона, 2 декабря 2018 года забил свой первый гол в высшей лиге в ворота «Ислочи», однако его команда закончила сезон на последнем месте.
В 2019 году выступал за объединённый клуб «Дняпро», созданный на базе «Днепра» и минского «Луча», регулярно играл за команду и забил 4 гола в 22 матчах. Однако клуб вылетел из высшей лиги через переходные матчи и после этого прекратил существование.
В 2020 году присоединился к солигорскому «Шахтёру», подписав трёхлетний контракт, и стал одним из лидеров нападения. В августе 2020 года сыграл свой первый матч в еврокубках. По итогам сезона 2020 года стал со своим клубом чемпионом Беларуси.
В феврале 2023 года футболист перешёл в казахстанский клуб «Каспий». В июле 2023 года футболист покинул казахстанский клуб, а также по сообщениям источников к футболисту проявлял интерес борисовский БАТЭ. Вскоре футболист официально присоединился к борисовскому клубу.  В декабре 2023 года футболист покинул клуб.
В январе 2024 года футболист перешёл в минское «Динамо». В сезоне-2024 стал чемпионом Беларуси, оформив в 38 матчах во всех турнирах 7+5 по системе «гол+пас». 
В январе 2025 года подписал контракт на 1,5 сезона с албанским «Партизани». Летом 2023-го Подстрелов играл против албанцев в составе БАТЭ в матчах квалификации Лиги чемпионов. Отметился голом во второй официальной игре за албанский клуб: забил в матче 21-го тура Суперлиги с «Теутой». За вторую часть сезона-2025 забил 2 гола в 20 играх чемпионата и Кубка Албании. В конце июня 2025 года покинул команду.
В июле 2025 года возвратился в минское «Динамо», искавшее усиление перед стартом в квалификации Лиги чемпионов.

### В сборной
С 2016 года играл за юниорскую и молодёжную сборную Беларуси. В национальной сборной дебютировал 23 февраля 2020 года в товарищеском матче против Узбекистана, заменил на 78-й минуте Дениса Лаптева. Спустя три дня стал автором первого гола за сборную, принеся своей команде победу над Болгарией (1:0).

## Достижения
- Чемпион Беларуси (3): 2020, 2021, 2022[a], 2024
- Серебряный призёр первой лиги Беларуси: 2016
- Обладатель Суперкубка Беларуси: 2021
- Бронзовый призер Суперлиги Албании: 2024-2025